# Magnus Björn (1638–1700)
Magnus Björn, född 13 november 1638 i Hässleby församling, Jönköpings län, död 18 oktober 1700 i Åtvids församling, Östergötlands län, var en svensk präst. Han var farfar till Magnus Björn  (1701–1763).

## Biografi
Magnus Björn föddes 13 november 1638 i Hässleby socken. Han var son till kyrkoherden i Tuna socken. Björn studerade vid gymnasiet och prästvigdes 8 juli 1670. Han blev 1671 komminister i Tveta församling, Mörlunda pastorat och blev 7 januari 1695 kyrkoherde i Åtvids församling, Åtvids pastorat. Björn avled 18 oktober 1700 i Åtvid socken.

### Familj
Björn gifte sig 11 maj 1671 ned Catharina Tynnesdotter Göthling (1653–1723). Hon var dotter till en rådman i Linköping. De fick tillsammans barnen kyrkoherden Petrus Björn i Vena församling, klockaren Jonas Björn (1676–1737) i Västerviks församling, inspektorn Anton Björn (1680–1746) på Kolstad i Styrestads socken, frälsefogden Daniel Björn (född 1683), Maria Björn (född 1685), som var gift med inspektorn Johan Hultberg, Nils Björn (1687–1694), och kyrkoherden Didric Björn i Norra Vi församling.